# Joan VII de Jerusalem
Joan VII de Jerusalem fou patriarca de Jerusalem (964-966).
Va escriure una biografia de Joan Damascè titulada Βίος τοῦ ὁδίου πατρὸς ἡμῶν Ἰωάννου τοῦ Δαμαδκηνοῦ δυγγραφεὶς παρὰ Ἰωάννου πατριόρχου Ἱεροδολύμων, Vita sancti Patris nostri Joannis Damasceni a Joanne Patriarcha Hierosolymitano conscripta. Aquesta obra està basada en la tradició àrab i fou escrita molt després de la mort de Damascè (que va morir cap al 756), i del final de la iconoclàstia el 842.
Le Quien l'identifica amb el patriarca Joan del 964 al 966, que fou cremat viu pels musulmans en el regnat de Nicèfor II Focas, en represàlia per haver incitat els atacs imperials contra ells.